# Jacob Miedema
Jacobus Pieter Miedema (Haarlem, 5 juli 1934 - Baarn, 10 oktober 1994) was een Nederlands politicus van de ARP en later het  CDA.
Miedema doorliep de lagere school in Heemstede en daarna het lyceum in Harderwijk. In 1961 voltooide hij zijn studie rechten aan de Vrije Universiteit Amsterdam. In 1962 begon hij zijn loopbaan bij de griffie van de Tweede Kamer. In oktober 1965 volgde hij in Winsum de overleden burgemeester mr. K. Bosch op. Daarnaast was hij vanaf eind 1967 nog enkele maanden waarnemend burgemeester van Ezinge. In maart 1971 nam hij ontslag bij de gemeente Winsum om als burgemeester van Dokkum te worden benoemd.
Miedema is, na ruim vijf en een half jaar burgemeester van Dokkum te zijn geweest, in 1976 in Baarn tot burgemeester benoemd. Miedema werd na zijn overlijden opgevolgd door mevrouw L.A. Snoeck-Schuller als waarnemend burgemeester. Zij is uiteindelijk opgevolgd door mevrouw M.R.Th.J.G. (Marie-Rose) Wolterink-Oremus.